# Robert Lindner (bedrijf)
Robert Lindner GmbH, gevestigd in Berlijn, is een door de eigenaar geleid bedrijf, gespecialiseerd in de productie en verkoop van delicatessenproducten. Het bedrijf werd vooral in Berlijn bekend onder de merknaam Butter Lindner. Sinds 2005 dragen de winkels de naam Lindner, maar worden in de volksmond nog steeds aangeduid met de oude naam.

## Geschiedenis

### 1950–1991
Robert Lindner richtte het bedrijf in 1950 op en begon met verkopen op de wekelijkse markt in Berlijn-Schmargendorf. De eerste delicatessenzaak werd geopend in 1964. In hetzelfde jaar begon een samenwerking tussen Lindner en een bakkerij waar het Lindner Krustenbrot werd ontwikkeld. In 1980 werd de 25e Delicatessenzaak in Berlijn geopend. Na 39 jaar droeg Robert Lindner het bedrijf over aan zijn zoon Michael Lindner. In 1991 werd de eerste bakkerij geopend. 

### 1991-heden

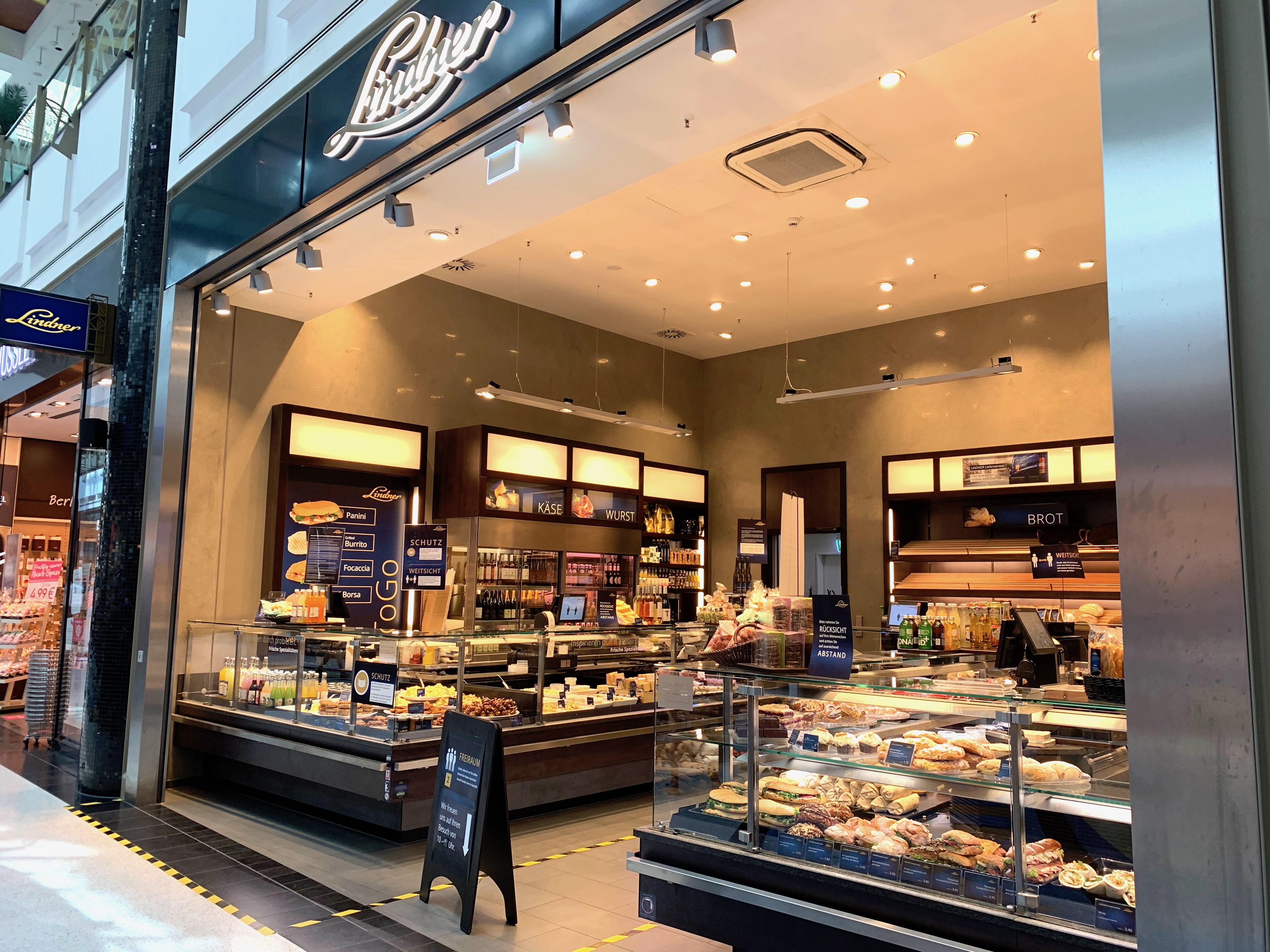
Lindner-filiaal op de Alexanderplatz in Berlijn (2020)

In 1997 werden de merkkleuren gewijzigd van rood en blauw naar blauw en goud. In 1998 werd  de eerste delicatessenwinkel in Hamburg geopend. Het bedrijf werd in 2005 bekroond met de Deutscher Handelspreis in de categorie managementprestaties.
De Arbeitsgemeinschaft Selbständiger Unternehmer riep Michael Lindner in 2006 uit tot ‘Ondernemer van het Jaar’. In hetzelfde jaar werd Lindner Caterings opgericht. In 2007 werd Michael Lindner geëerd voor buitengewone inzet en ontving hij het Bundesverdienstkreuz voor de ambitieuze opleiding van jongeren. 
De bakkerij en banketbakkerij, die bestaat sinds 1871, is in 2008 onderdeel geworden van het bedrijf. De eerste delicatessenwinkel in Potsdam werd in 2011 geopend. In 2013 werd de website gewijzigd en ontving het bedrijf de onderscheiding “Berlin’s Best Employers”.  In 2014 werd de bakkerij omgedoopt tot Lindner BackKunst.

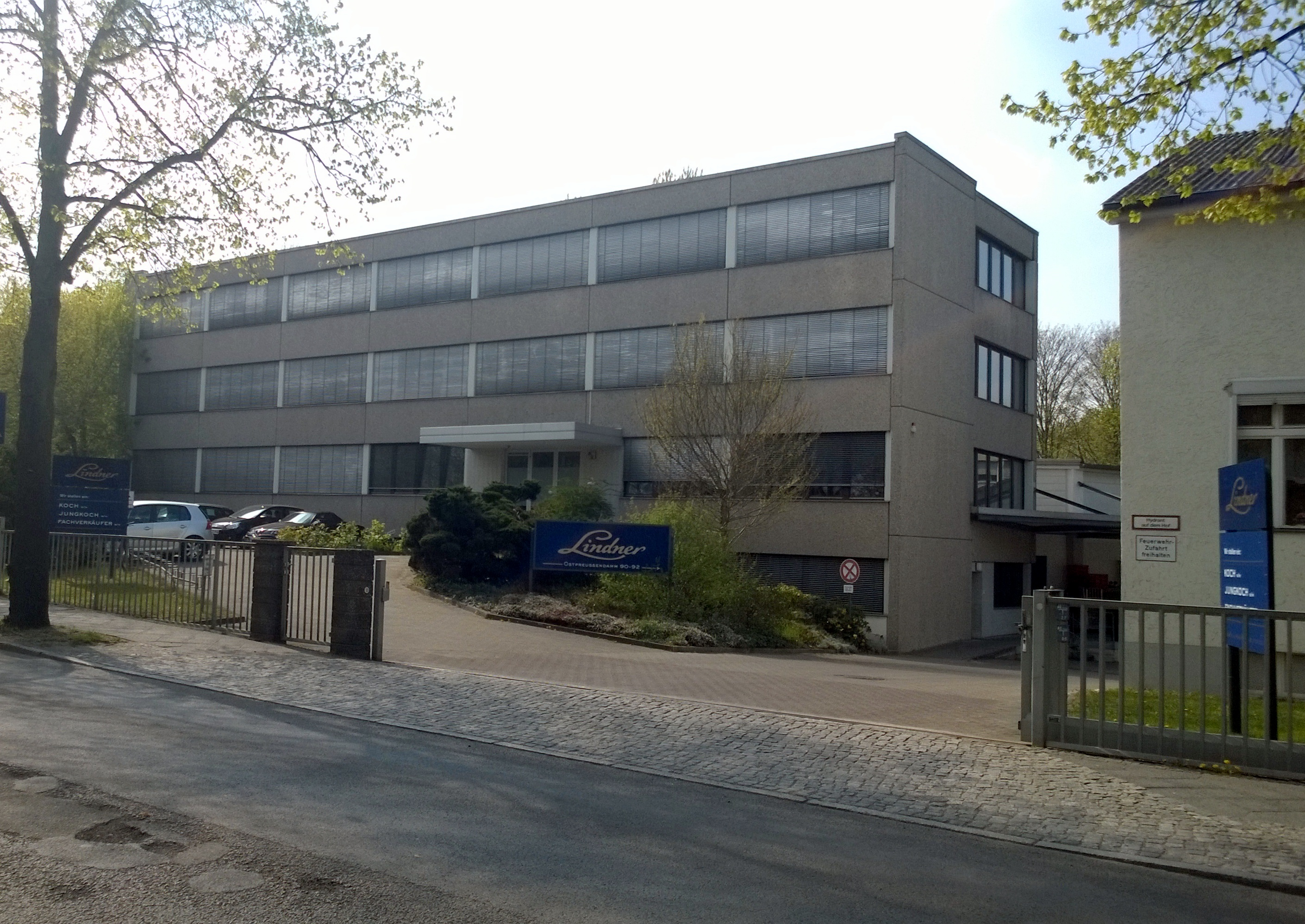
Hoofdkantoor van het bedrijf in Berlijn-Lichterfelde

In 2022 exploiteerde het bedrijf in totaal 38 delicatessenwinkels in Berlijn, negen in Hamburg en één in Potsdam. Daarnaast worden de producten verkocht op drie wekelijkse markten in Berlijn en via de eigen catering van het bedrijf.

### Assortiment
Het huidige assortiment omvat circa 3.000 specialiteiten (stand 2018). Deze komen uit onze eigen delicatessenkeuken, bakkerij en banketbakkerij en van geselecteerde delicatessenfabrikanten.